# Dilshod Mansurov
Dilshod Ismatovich Mansurov (ur. 12 grudnia 1983 w Keles) – uzbecki zapaśnik w stylu wolnym. Trzykrotny olimpijczyk. Dziesiąty w Atenach 2004, piąty w Pekinie 2008 i czternasty w Londynie 2012 w kategorii 55 kg. 
Siedmiokrotny uczestnik mistrzostw świata, zdobył trzy medale, złoty w 2003 i 2005. Złoto na igrzyskach azjatyckich w 2002, 2006 i 2010. Brązowy medal na igrzyskach Centralnej Azji w 1999. Złoty medal na mistrzostwach Azji w 2005 roku. Czwarty w Pucharze Świata w 2005; piąty w 2001; jedenasty w 2010 i trzeci w drużynie w 2008. Mistrz świata i Azji juniorów.